# Kashō
Kashō (嘉祥?), también conocida como Kajō, fue una era japonesa (年号, 'nengō'?) posterior a la Jōwa y anterior a la Ninju. Abarca los años 848 al 851, siendo los emperadores gobernantes Ninmyō-tennō (仁明天皇?) y Montoku-tennō (文徳天皇?).

## Cambio de era
- 9 de febrero de 848 Kashō gannen (嘉祥元年?): Se creó la nueva era Kashō (que significa "buen augurio") porque se descubrió una tortuga blanca en la provincia de Bungo, la cual fue debidamente presentada al emperador. La era anterior terminó y la nueva comenzó en Jōwa 15, el 13° día del 6° mes de 848.[2]

## Eventos de la eraKashō
- 18 de febrero de 848 (Kashō 1, 10° día del primer mes): El dainagon Fujiwara Yoshifusa (904-872) fue nombrado udaijin.[3]
- 848 (Kashō 1, 6° mes): Se descubrió una tortuga blanca en la provincia de Bungo. Al ser algo extraordinario, los oficiales de la corte se presentaron frente al emperador comentando el buen augurio que la tortuga representaba.[4]
- 849 (Kashō 2, 4° mes): Un embajador de Baekje fue recibido por la corte.[4]
- 6 de mayo de 850 (Kashō 3, 21er día del tercer mes): El Emperador Ninmyō falleció a la edad de 41; su hijo mayor recibió la sucesión (‘‘senso’’).[5] Poco después el Emperador Montoku ascendió formalmente al trono (‘‘sokui’’).[6] De acuerdo a sus deseos, el emperador fue sepultado sin pompa ni ceremonias.
- 850 (Kashō 3, 5° mes): La viuda del Emperador Saga, madre también del Emperador Ninmyō y abuela del Emperador Montoku, falleció. Siendo una budista devota fundó el templo Danrin-ji (檀林寺?), localizado donde hoy se encuentra el Tenryū-ji (天龍寺?) -- más formalmente conocido como Tenryū Shiseizen-ji (天龍資聖禅寺?).[7]